# Casino Notabile
Casino Notabile – były budynek klubowy stojący na Saqqajja Hill, na zewnątrz murów miejskich Mdiny na Malcie. Jest to mały, ozdobny budynek, zbudowany w latach 1887–88 według planów Webstera Paulsona. Przed odnowieniem w roku 2016, konstrukcja była w bardzo złym stanie i groziła zawaleniem.

## Historia

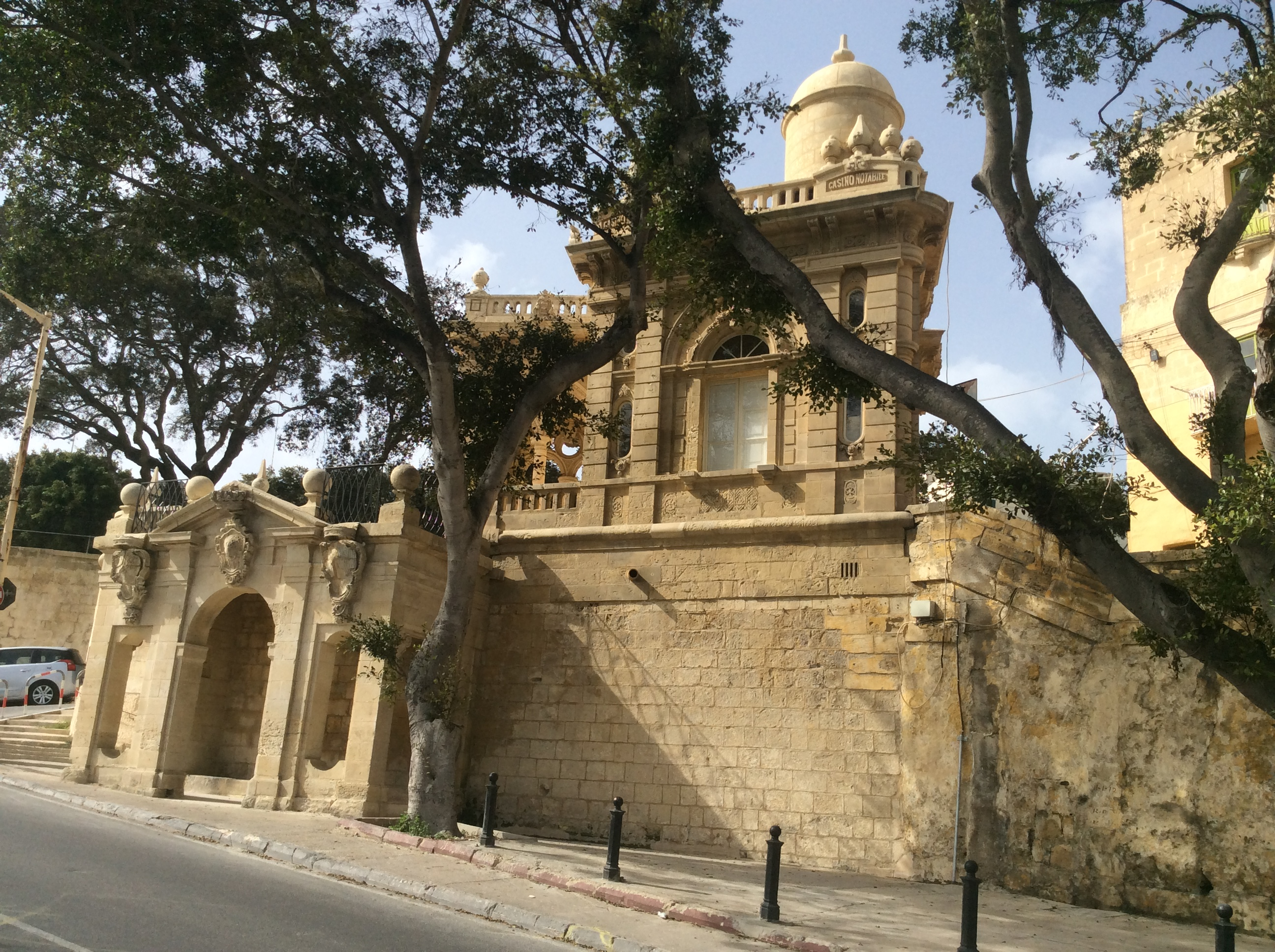
Casino Notabile (po prawej) i pralnia Saqqajja z XVIII wieku (po lewej)

W roku 1886 grupa arystokratów z Mdiny zatrudniła brytyjskiego architekta Webstera Paulsona, aby zaprojektował budynek klubowy, który byłby zbudowany na Saqqajja Hill. Projekt został zaaprobowany przed październikiem 1886 roku, budowa została ukończona przed sierpniem 1888 roku. Paulson zmarł 16 sierpnia 1887 roku, kiedy budynek był jeszcze w fazie konstrukcji, co uczyniło Casino Notabile jego ostatnią pracą. Budynek klubowy zbudowany został na miejscu belwederu, i wznosił się nad starą pralnią z końca XVIII wieku.
Na początku XXI wieku budynek był opuszczony i w złym stanie. W roku 2008 podparto elewację drewnianymi belkami, aby zapobiec zawaleniu. Fundamenty były również niestabilne, ponieważ budynek postawiono na glinianym podłożu. Lokalne rady Rabatu i Mdiny wywierały nacisk na rząd w celu odrestaurowania budynku.
Prace przy budynku zostały chwilowo odłożone, ponieważ Dyrekcja ds. Odnawiania (Restoration Directorate) skoncentrowała się na restaurowaniu fortyfikacji Mdiny, a miejsce, po sprawdzeniu, uznane zostało za stabilne. Przed 2012 rokiem drewniane belki zastąpiono rusztowaniem. Plan prac konserwatorskich i konsolidacji fundamentów zatwierdzony został w roku 2015, i prace przeprowadzono w roku 2016. Odnowa kosztowała około 200 000 euro.

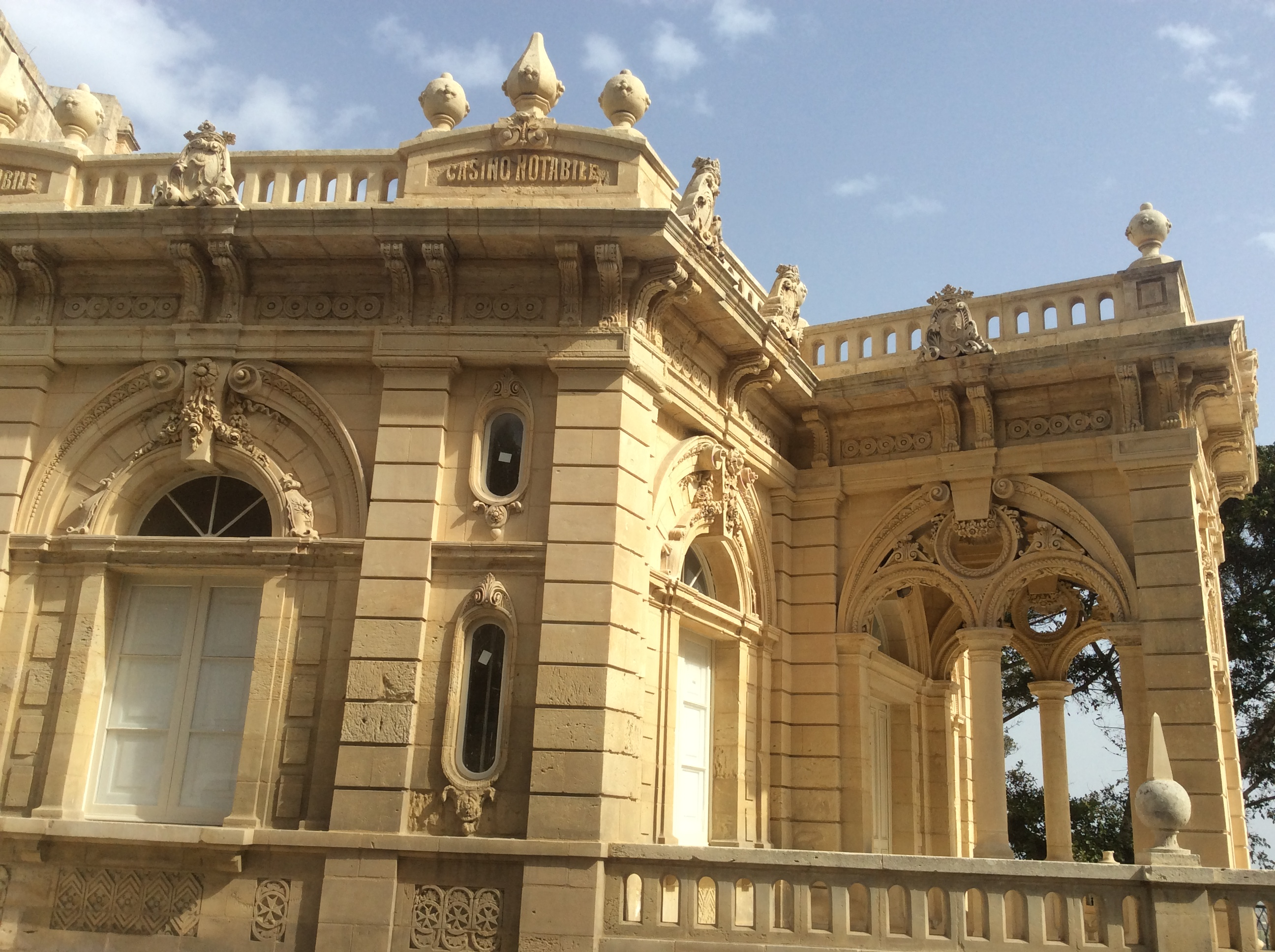
Detale Casino Notabile

Casino Notabile zaliczone jest do zabytków narodowych klasy 1.

## Architektura budynku
Casino Notabile budynkiem w stylu flamboyant o eklektycznej budowie. Paulson był prawdopodobnie pod wpływem prac francuskich architektów ze szkoły Beaux-Arts, i projekt budynku odzwierciedla architekturę belle époque z Paryża i Nicei. Casino jest małym budynkiem z trzema pomieszczeniami, wraz z otwartym tarasem oraz frontowym gankiem, wybudowanym z miejscowego wapienia.
Casino mieści popiersie ówczesnego gubernatora Malty Lintorna Simmonsa, będące pracą sycylijskiego rzeźbiarza Giuseppe Valentiego. Mógł on być również autorem misternych rzeźb na zewnątrz budynku.